# Кузьминки (парк)
Музей-заповедник «Кузьминки-Люблино» расположен в районах Кузьминки и Люблино, на территории Юго-Восточного административного округа Москвы и Кузьминского лесопарка. В состав музея-заповедника входит парк «Кузьминки», усадьба «Влахернское-Кузьминки», музей-усадьба «Люблино» и московская Усадьба Деда Мороза.

## История
По преданию, название местности происходит от имени мельника Кузьмы, который владел мельницей, стоящей на реке Голедянке, протекающей через парк. В писцовой книге XVII века упоминается «пустошь, что была Кузьминская мельница». В этом месте с начала XVIII века находилась усадьба Кузьминки. Первым владельцем имения был Григорий Строганов, земли ему были подарены Петром I. Был возведен Храм Влахернской иконы Божьей Матери. Позже церковь сгорела и была заменена другой, также деревянной. Затем усадьба перешла во владение к Голицыным.С конца XVIII века большое внимание уделялось благоустройству парка: был построен каскад из четырёх прудов, которые можно увидеть в парке и по сей день. Также оказался плодотворным на строительные работы в парке XIX век — в первую очередь, были построены новые въездные ворота (на Липовой аллее), отлитые из чугуна на заводе самих Голицыных. Также, конный двор и музыкальный павильон, дом на плотине (мельничный флигель), скотный двор, кухня, оранжерея, флигеля, гроты.
В своем имении князь С. М. Голицын и его знаменитая жена, «полуночная княгиня», Авдотья Ивановна Голицына принимали представителей дома Романовых, членов высших княжеских и графских семей, поэтов и писателей, героев войны 1812 года.
В XIX веке на территории усадьбы был разбит французский регулярный парк с двенадцатью аллеями-лучами, соединяющимися вместе в центре.
В 1917 году усадьба в Кузьминках, как и большинство частных владений в стране, была национализирована и в скором времени передана в ведомство института экспериментальной ветеринарии, который занимал здания на протяжении более 80 лет.
ГУК ПКиО «Кузьминки» был образован по решению Московского городского совета депутатов в январе 1977 г. Торжественное открытие ПКиО «Кузьминки» состоялось 20 мая 1977 г. в присутствии представителей власти — этот день принято считать Днём рождения парка.

## Современное состояние
Музей-заповедник «Кузьминки-Люблино» — один из самых зелёных уголков Москвы и культурно-досуговый комплекс под открытым небом с развитой инфраструктурой: велодорожки, эко-тропы, лодочные станции, прокат велосипедов и электросамокатов.

## Площадки музея-заповедника
На территории парка Кузьминки, входящего в музей-заповедник «Кузьминки-Люблино», расположена зона отдыха с главной сценой, парком аттракционов «Космик», включающим 32 современных аттракциона, веревочным парком, скейт-площадкой, веревочным парком и скалодромом, спортивными и детскими площадками, конференц-залом и лекторием. В парке регулярно проводятся занятия на открытом воздухе для всех желающих: детей, молодежи и пожилых посетителей. Функционируют несколько клубов и студий. Для представителей старшего поколения, которые на протяжении многих лет приходят в парк танцевать под аккомпанемент гармони, появились две танцевальные площадки и беседка для настольных игр.. Все объекты игровой площадки приспособлены для детей с ограниченными возможностями. Здесь также установлен экран, и каждое лето дети могут смотреть мультфильмы на свежем воздухе[значимость факта?].
Московская Усадьба Деда Мороза, единственная в своем роде в Москве, открыта круглый год: зимой проводятся традиционные новогодние гуляния, летом — мастер-классы, экскурсии и помощь Деду Морозу в подготовке к Новому Году.
В музее-усадьбе «Люблино» действует дворец Николая Дурасова, в котором регулярно проводятся концерты и бракосочетания.
Входящий в музей-заповедник «Кузьминки-Люблино» парк «Садовники» подходит для любителей спорта: велодорожки и спортивные площадки привлекают молодежь.

## Спорт в парке
На территории парка Кузьминки работают площадка workout, волейбольная площадка, площадка для пинг-понга, в свободном доступе уличные тренажеры. Для всех возрастных групп предоставляет свои услуги конно-спортивный клуб «Диплом». В июле 2014 года открылся большой скейтпарк для роллеров, райдеров, скейтеров и кикскутеристов площадью в 2500 кв м. В скейтпарке организованы эйр-зоны с трамплинами и стрит-зоны с фигурами для скольжения. С 2023 года у входа в парк со стороны улицы Заречье открылся прокат велосипедов и другого спортивного оборудования.
На территории парка Садовники работает площадка для волейбола (640 м².), футбола, баскетбола (748 м².), теннисный корт (760 м².), площадка для пинг-понга и «work out» (1513 м².).
Во всех парках работает прокат велосипедов и электросамокатов, проложены беговые и велодомаргруты.

## Галерея

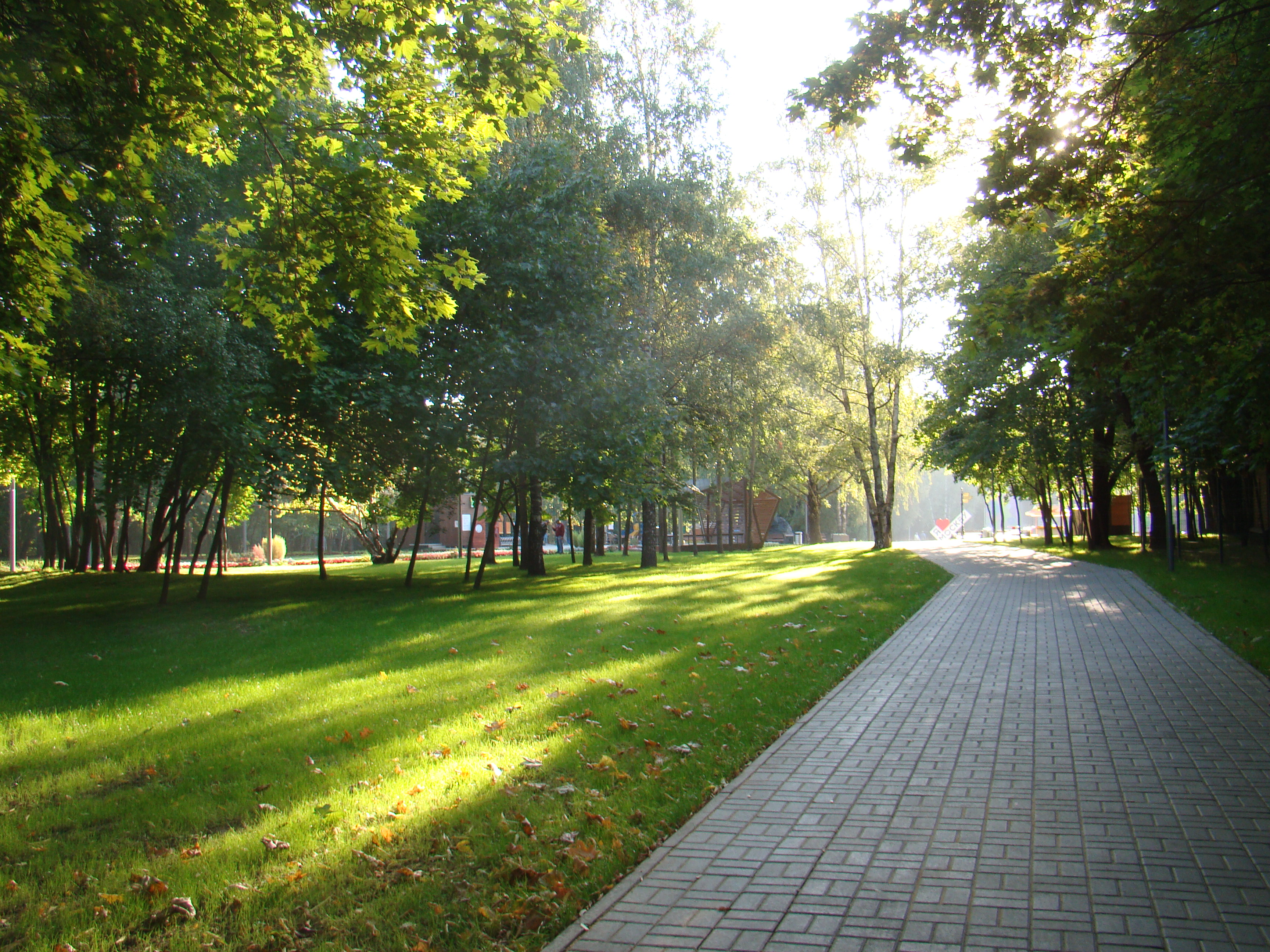
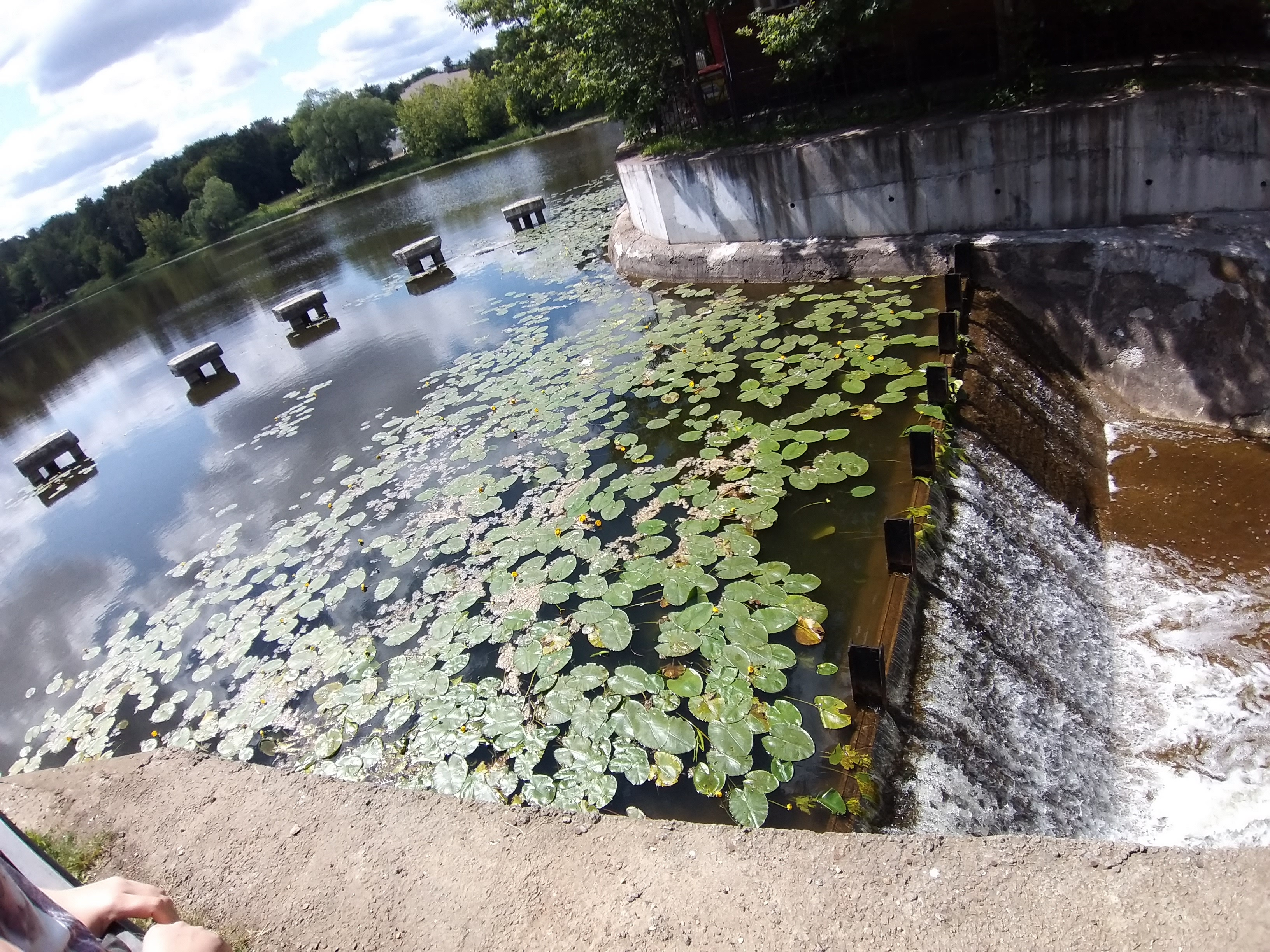
Вид на дамбу
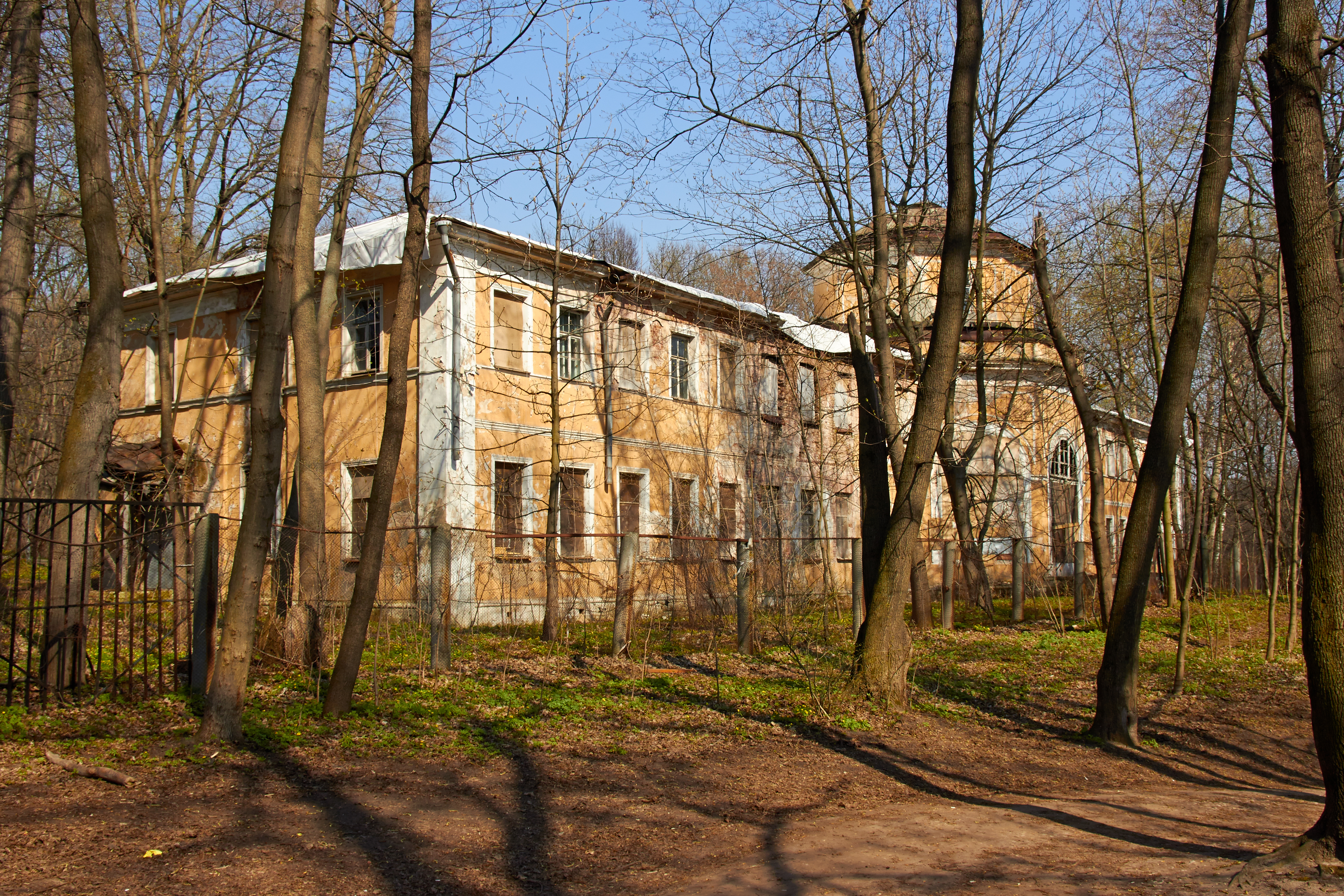
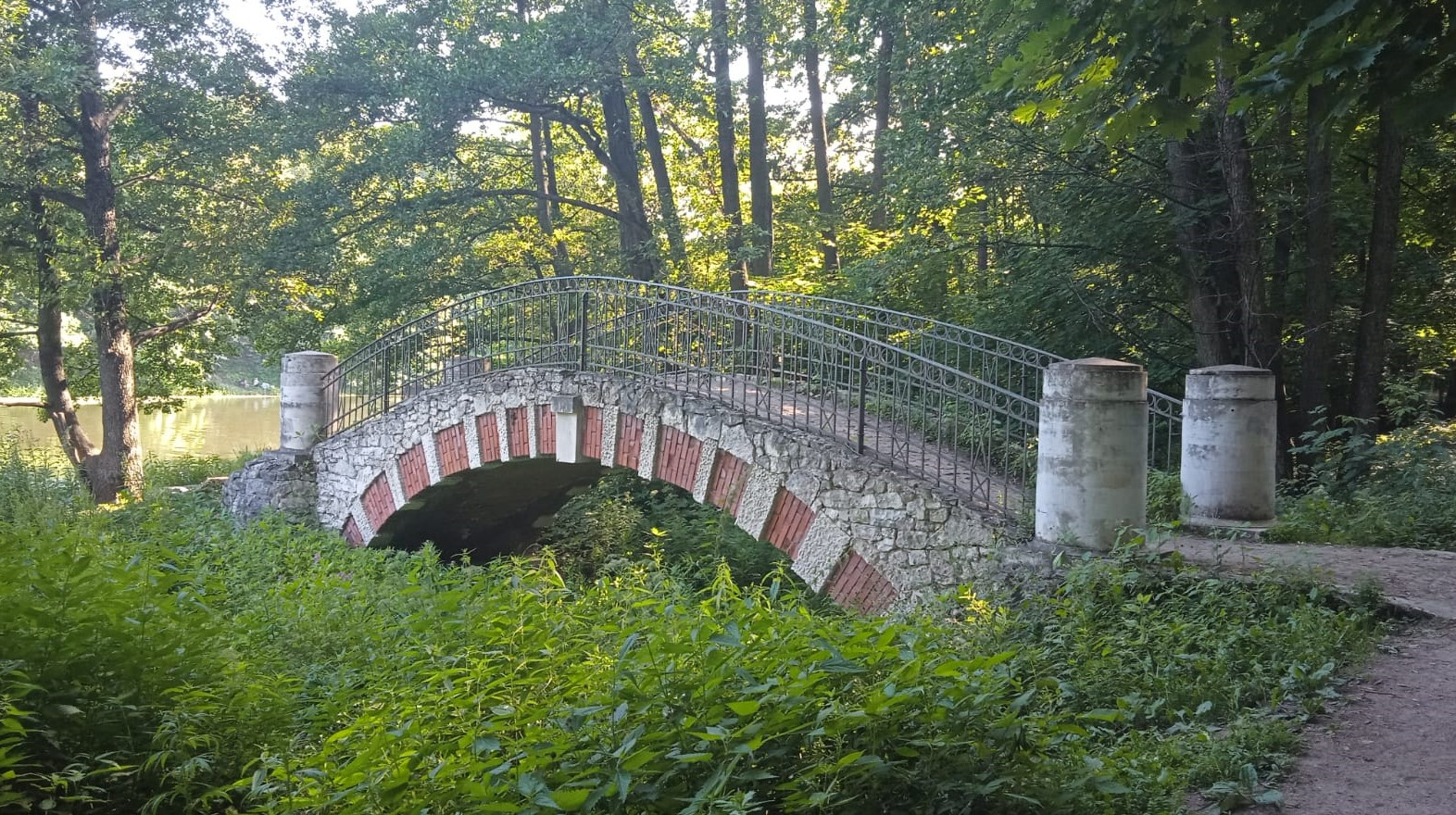

## Награды
- Почётная грамота Московской городской думы (30 мая 2007 года) — за заслуги перед городским сообществом и в связи с 30-летием со дня основания[2].